# Castello carrarese di Este

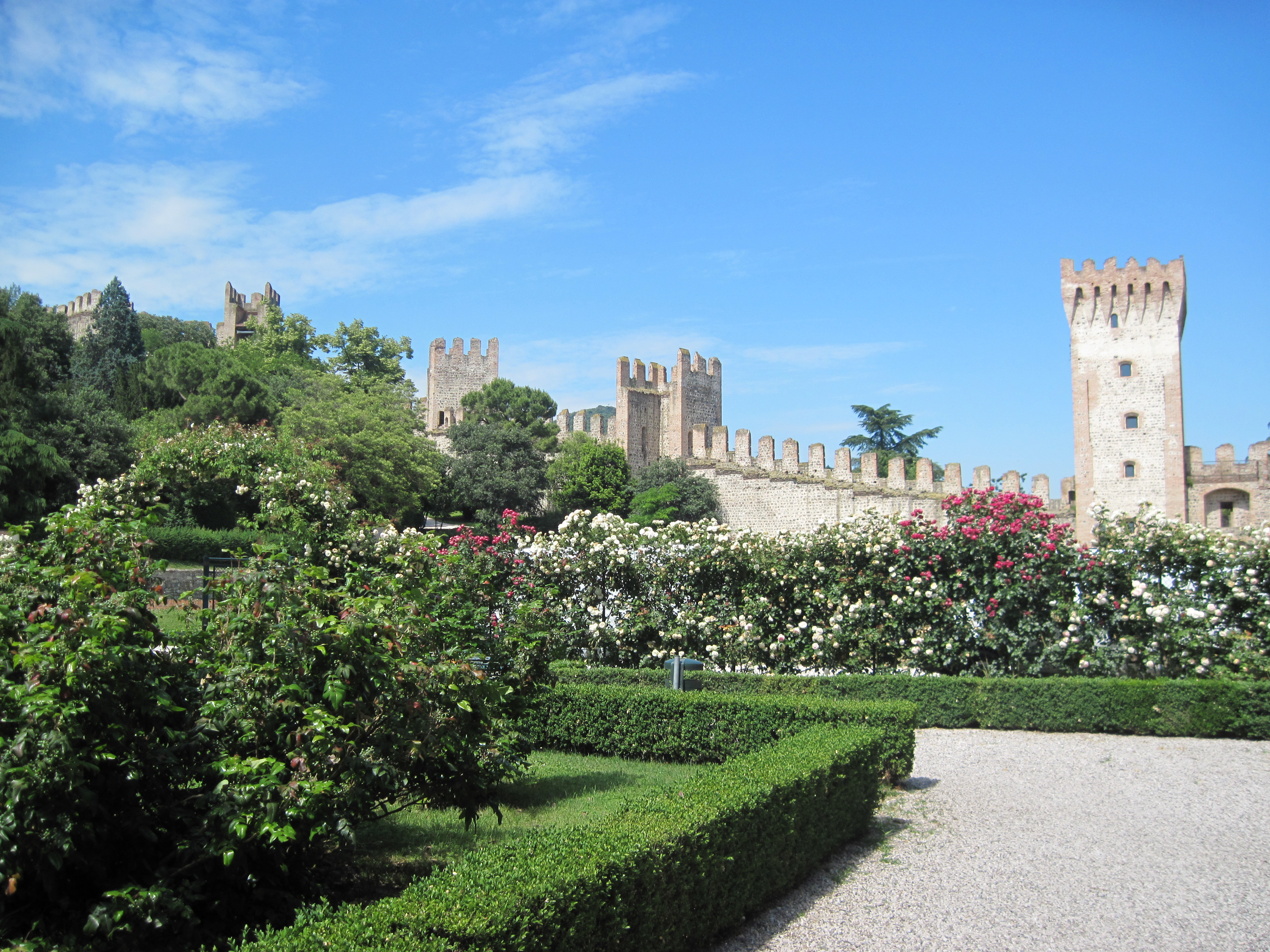
Vista interna dei giardini pubblici

Il Castello Carrarese di Este è una struttura militare che risale agli inizi degli anni quaranta del XIV secolo e domina l'abitato di Este dalla punta meridionale del Colli Euganei. Già nel 1483 appariva una rovina triste e inabitabile dopo oltre un secolo di abbandono e le sue origini sono perse nella leggenda. Il castello fu edificato da Ubertino da Carrara sulle rovine della precedente fortificazione, distrutta nel 1249 dalle truppe di Ezzelino II da Romano. Il primo castello sarebbe stato innalzato nel 1056 come dimora fortificata di un feudatario, che prese il nome da Este e divenne grazie alla sua avvedutezza e longevità il capostipite della celebre stirpe degli Estensi. Nel tempo il castello ha cambiato aspetto, è variata la funzione originaria e ha cambiato anche il nome; il nome più antico è ''Castello Marchionale'', ma successivamente prese il nome di ''Castello dei Carraresi'' nome dato dai signori di Padova che ricostruirono la fortezza dopo che i Marchesi d’Este si erano trasferiti a Ferrara. Diventato di proprietà del comune di Este viene comunemente chiamato Castello di Este.

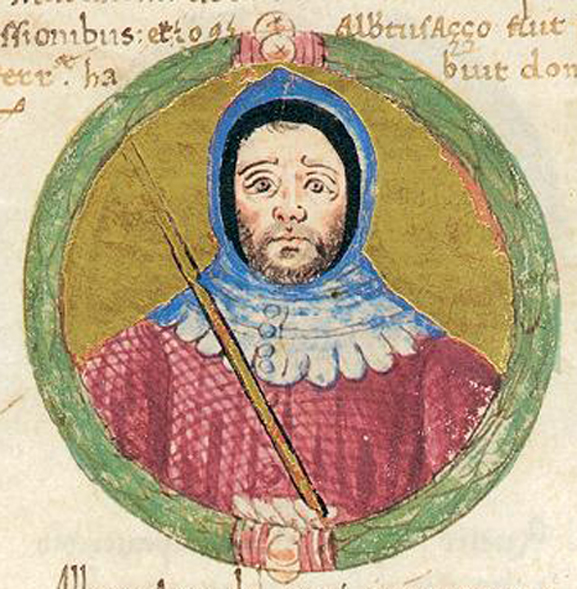
Albero Azzo II d'Este ordinò l'erezione del castello

## Storia

### Il Castello
Le vicende storiche che riguardano il castello non si conoscono perfettamente, ma si possono tracciare vicende verosimili. La prima erezione del castello è collocabile attorno all'anno 1056 e fu ordinata dal marchese Alberto Azzo II. Molto probabilmente la costruzione non era un castello, nel senso stretto del termine, ma una dimora fortificata protetta dalle mura situate sopra il promontorio della città. Inoltre si presume che, grazie alle ricchezze ereditate dai vari matrimoni, la città abbia assunto una fisionomia differente da quella che aveva nell'antica Ateste distrutta dai barbari e dalle esondazioni del 589 d.C., anche se solo nel 958 d.C. si tornerà ancora a parlare di Este. La fortificazione del castello si ipotizza sia avvenuta da parte di Folco I che a causa delle discordie con il fratellastro maggiore Guelfo, diventato duca di Baviera, e a causa dello scontro sempre più intenso tra papato e impero ha dovuto fortificare il palazzo e creare nuove difese.
Durante il periodo del marchese Azzo VI la corte divenne meta di trovatori ed Este si tramuto in un sistema di castelli che attorniavano la cittadella principale, sovrastati dall'arma estense in cui era rappresentata un'aquila bianca in uno sfondo azzurro. Alla morte di Azzo VI gli succedette il figlio Aldobrandino che dovette subire il primo e vero assalto al castello da parte di Ezzelino II. Este ebbe molti assalitori provenienti da Padova, Vicenza e Verona che Aldobrandino non riuscì a fermare ma seppe tenergli testa nella fortezza. Però questo non bastò poiché non ebbe alcun aiuto esterno, perciò fu costretto alla resa e a riconoscersi come cittadino di Padova.
Aldobrandino morì due anni dopo e gli succedette il fratello Azzo VII che fu un buon condottiero contro Ezzelino e ottenne un'importante rivincita su Padova, in quanto, grazie all'imperatore Federico II la ricostruzione del castello fu a spese del comune di Padova.
Nel 1238 ci fu un nuovo assalto retto dalle mura ulteriormente rinforzate ma gli uomini caddero e perciò la rocca cambio ancora padrone. Fu ripresa da Azzo ma subì un altro assalto nel 1249 da parte di Ezzelino. La vicenda degli ezzelini si concluse a Cassano d'Adda nel 1259 con il Marchese estense che ne uscì vincitore. Este venne recuperata ma poiché Azzo VII e il nipote Obizzo IV abbandonarono la città per Ferrara fu costretta ad inchinarsi a Padova.
Nel 1317 si ha un nuovo assalto da parte di CanGrande I della Scala che colpì il castello distruggendo mura e torri, con tale conquista inizio il dominio Veronese. Intanto Jacopo da Carrara venne eletto generale e diede vita alla signoria dei Carraresi che porto allo scontro con i Scaligeri, che si concluse con l'intervento di Venezia nel 1388 ed Este rimase territorio Padovano. Inoltre, fu Umbertino da Carrara che ricostruì le mura e le torri ancora oggi esistenti. Il dominio dei Carrara venne messo in crisi dall'arrivo di Galeazzo Visconti di Milano che prese il dominio su Este, ma durò molto poco,in quanto Francesco Novello da Carrara sposò Taddea di Casa d'Este e riprese i possedimenti grazie a Venezia. Sotto la Repubblica Venezia Este ebbe un'ulteriore fortificazione anche a causa della guerra del 1509,in cui la Lega dei Cambrai si mosse contro Venezia.
Il Castello non conobbe altre guerre ed essendo diventato ormai zona sicura venne comprato dai Moncenigo che lo trasformarono in residenza di campagna, invece la Torre fu comprata dalla Magnifica Comunità Atestina. Non vi sono notizie di fatti riguardanti il castello dopo la caduta di Venezia sconfitta da Napoleone.
Nel 1885, dopo varie trattative con i da Zara che durarono due anni, il castello divenne di proprietà del Comune di Este.
Il Comune di Este nel 1887 ha acquistato l’intero complesso rendendo il castello oggetto di attenzioni speciali: gli spazi verdi all'interno della cinta muraria e l’ala superstite del palazzo sono stati destinati dunque, ad un uso pubblico.
Il castello rappresenta una maestosa cornice dei giardini pubblici, che sono stati inaugurati nel 1915; mentre le sale di palazzo accolgono le uniche collezioni del Museo Archeologico Atestino.

### Il borgo
Per quanto riguarda la differenziazione urbanistica avvenuta dopo il Mille, si possono individuare due poli: un primo popolo fortificato usato dalla famiglia marchionale che esercito la sua potenza fino al XII secolo, dall'altro polo sorge il villaggio che si collegava alla fortezza tramite il fiume. Come si è detto i marchesi furono costretti a cedere la rocca di Este al comune di Padova, e questo portò al svilupparsi ad un rapporto di contro-scontro tra il castello e il borgo, cioè tra signoria locale e organismo comunitario. Tale passaggio è importante in quanto l'associazione dei borghi di Este esisteva dal 1182, e fu in grado di risolvere una nodosa questione con Federico Barbarossa ottenendo metà dei territori incolti del territorio di Este. Inoltre, il borgo è riuscito a sviluppare soluzioni abitative molto vicine a una realtà semiurbana. Ad esempio nei primi anni del '200 si assiste alla creazione del palazzo comunale che divenne il punto amministrativo della città.
Da varie documentazioni si osserva come chi abitava nel borgo non erano tutti originari del luogo, la città ha visto molte immigrazioni da tutta la regione agricola circostante ma anche dal Polesine, Ferrara, Vicenza, Verona e Mantova spostamenti che ci fanno capire l'importanza delle relazioni economiche per i Marchesi d'Este.

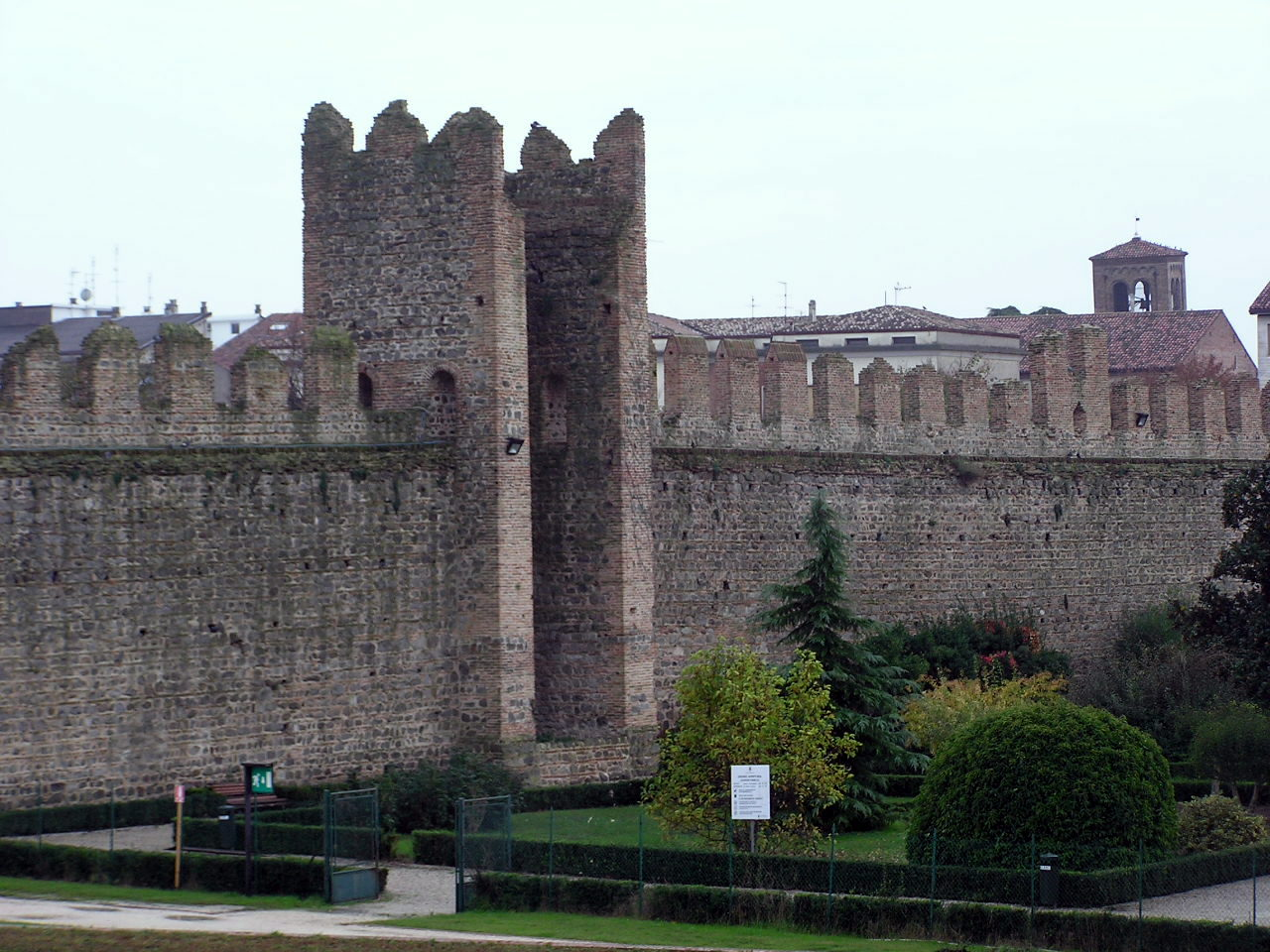
Veduta delle mura del Castello

## Descrizione
La pianta del castello è simile ad un poligono con 18 lati con lunghezze diverse fra loro. Il perimetro è di circa un chilometro e occupa una superficie di 4,6 ettari in parte pianeggiante e in parte collinare la cui parte collinare corrisponde a parte del colle del Principe. Il colle era circondato dal fiume Sirone del quale non ci sono più tracce. Le opere murarie più rilevanti risultano essere:
- la cortina maggiore
- le torri e le cortine laterali
- il castello del soccorso
- la rocca e il mastio[5]

### Cortina maggiore, torri e cortine laterali

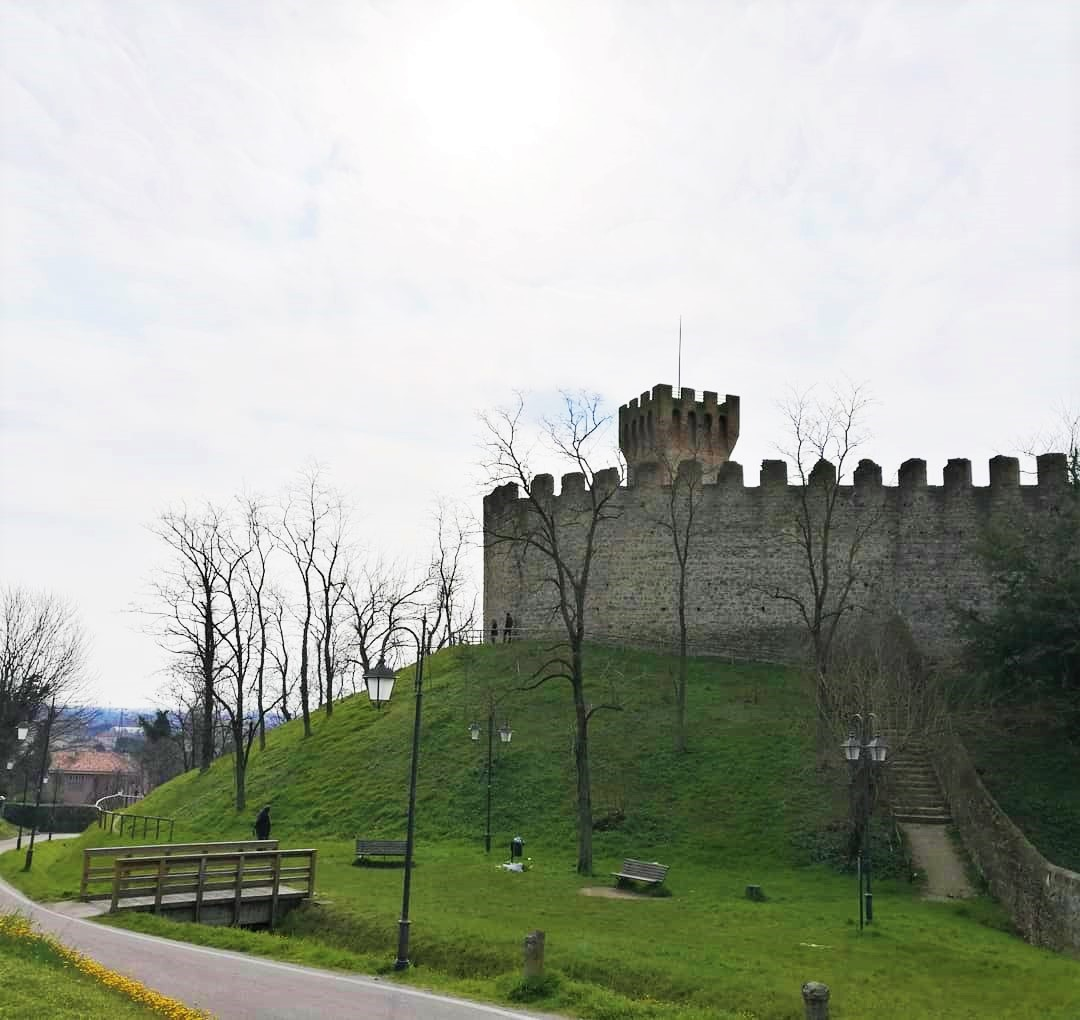
Vista della muraglia del castello.

Lo spessore della muraglia maggiore è in 1,50 metri nella parte centrale interessata dall'ingresso principale del castello,nel restante perimetro ha uno spessore di media di 1.30 metri. L'altezza invece è, attualmente, da terra al cammino di ronda di 5,40 metri in media.
Nel lato che si affaccia alla città la cortina maggiore ha alle due estremità due torri che si distinguono da tutte le altre per architettura e robustezza. Delle due torri, quella occidentale in direzione della chiesa del Duomo è il punto di partenza per la cortina maggiore. La muraglia è interrotta nella parte centrale dal Palazzo Mocenigo composto da un corpo centrale e da due ali posizionate lungo la cortina a forma di L;il corpo centrale si trova in asse con il mastio superiore della rocca e costituisce il punto d'ingresso al castello. Una delle due ali del palazzo è andata persa in un incendio verso il 1785, l'altra è sede del Museo Nazionale. Nella zona precedentemente occupata dall'ala del castello persa nell'incendio sorgono delle casette costruite dal comune. La cortina poi prosegue fino a giungere all'altra torre d'angolo denominata " di S. Girolamo". Le altre torri sulle quali è incentrata distano tra i 180 e i 200 metri l'una ed erano originariamente 14 mentre ora sono 12, le torri laterali hanno un'altezza media di 16,5 metri merlatura compresa.

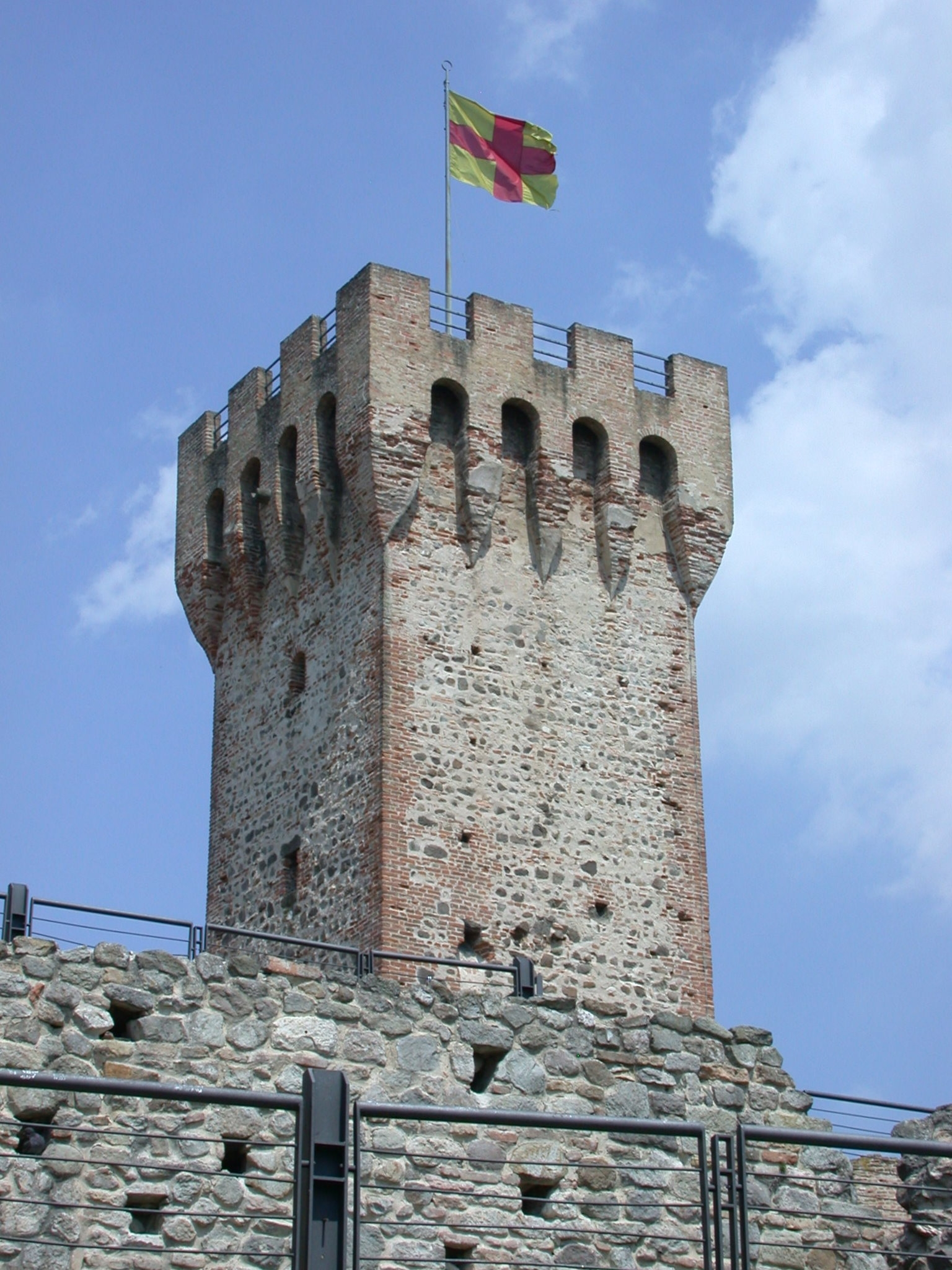
Torre Castello d'Este

Le cortine laterali che corrono tra una torre e l'altra hanno uno spessore di base di 1,50 metri e portano in cima merli guelfi, caratteristica che spicca nelle cortine come nelle torri e la loro altezza varia al variare dell'altezza del terreno. A metà della cortina sud-orientale è presente un'apertura praticata a finire del XIX secolo che permette l'ingresso anche da quel lato quanto precedentemente si poteva accedere solo dalla cortina maggiore.

### Castelletto del soccorso
Nel castelletto del Soccorso è presenti una delle due torri più imponenti restanti che fa parte del complesso del Castello Carrarese originario costruito nel 1339- 1340. Del castelletto spiccano la torre laterale e il mastio. Costruito con funzione difensiva fungeva anche da alloggio per le truppe dell'esercito. Ciò che lo rendeva inespugnabile era anche il fiume Sirone che lo circondava su due lati.

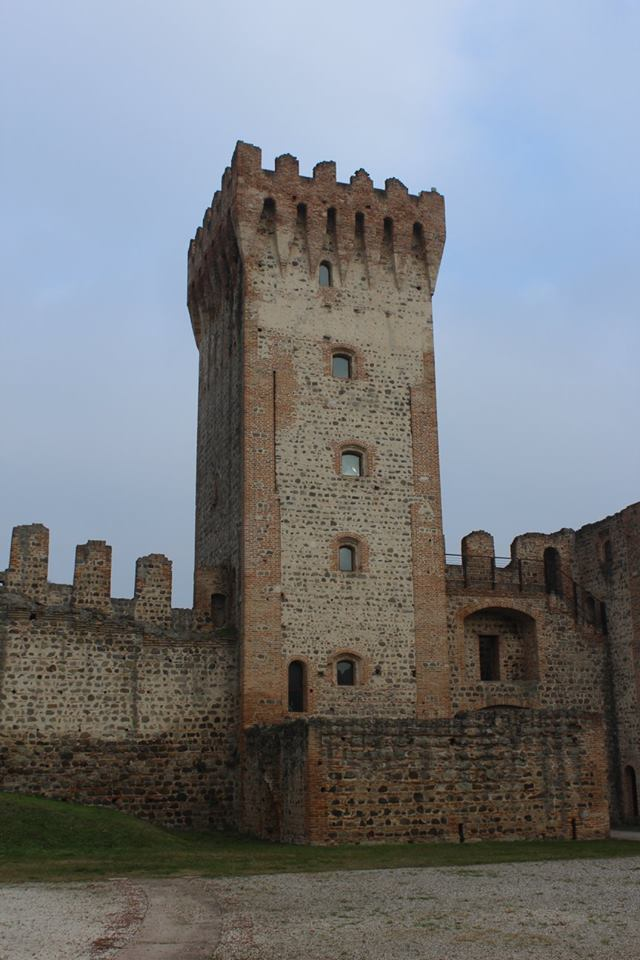
Veduta del mastio del Castello.

### La rocca e il mastio
La rocca superiore è il centro dell'intera fortezza, vi si accende salendo la parte collinare sulla quale la struttura è posta dal lato meno scosceso o dalla parte più ripida da delle scalinate ed è preceduta da due spiazzi il primo dei quali originariamente era circondato una cinta muraria, mentre in secondo spiazzo conduce all'ingresso della rocca.
Il mastio è accessibile al pubblico dal 1969, l'ingresso per i visitatori è sul lato orientale, l'ingresso originale è invece sulla facciata nord. Il suo interno è stato ristrutturato da Comune nel 1968 mantenendo il più possibile la situazione antica e sono rimasti i quattro piani tra i quali la struttura è divisa.

## Folclore
Le leggende sul castello non sono molte. Una di queste è quella secondo cui è presente un tunnel sotto il torrione principale scavato fino alla Rocca di Ponte della Torre; il passaggio veniva utilizzato per permettere ai rinforzi e ai vari rifornimenti di arrivare al castello durante gli assedi. Questa ipotesi però, risulta alquanto improbabile se si considera la distanza tra i due luoghi, infatti costruire tale tunnel sarebbe stata un'impresa alquanto difficile.
Un’altra leggenda narra come Beatrice, figlia di Azzo VI, sia sfuggita di notte dalla corte estense attraverso una porticina che si troverebbe dietro il mastio per trovare rifugio nel monastero del Colle Salarola sopra Calaone. La principessa, nata nel 1191 aveva perduto la madre nel 1202 e il padre nel 1215 ed era rimasta con la balia e con il fratellastro Azzo. In quel periodo operava Ezzelino II il Tiranno che distrusse la memoria dei Marchesi nel 1213; la fuga della principessa infatti, secondo la tradizione popolare, dipendeva dal voler sfuggire alle pressioni di Azzo VII che la voleva dare in sposa a qualche barone, in modo che potesse avere un aiuto contro Ezzelino II e contro Salinguerra di Ferrara. La vicenda della porta però, non risulta vera in quanto le mura del passaggio sarebbero state erette nel 1339 dal Carrarese Ubertino Signore di Padova.
L'ultima leggenda riguarda l'acquisto del castello da parte del Mocenigo. La leggenda narra che dopo gli avvenimenti della Lega dei Cambrari era diventato molto fatiscente e dispendioso tanto che nessuno voleva acquistarlo. Il demanio perciò decise di metterlo alla lotteria e lo vinse una donna appartenente alla famiglia dei Mocenigo che per via dell'alto costo lo diede ai suoi padroni.